# Lingüística generativa
La lingüística generativa agrupa un conjunt de teories desenvolupades a partir dels anys 1950 pel lingüista americà Noam Chomsky. S'oposa alhora al conductisme i a l'estructuralisme.
La teoria generativa es distingeix de les altres tradicions perquè fa la distinció competència / prestació, que distingeix la capacitat lingüística de l'acte de la paraula. Així, segons aquesta orientació, cada locutor posseeix un «òrgan lingüístic especialitzat» (« Language Acquisition Device ») que permet l'anàlisi i la producció de les estructures complexes que formen el discurs. En Altres Paraules, cada llengua forma una estructura observable, resultat d'un sistema innat universalment compartit. A partir d'aquí correspon a la lingüística generativa, comprendre l'estructura i el comportament d'aquest sistema.
De fet, segons Chomsky, l'objectiu de la lingüística és definir els paràmetres de variació entre les llengües, ja que segons el seu enfocament, la variació lingüística no és un fet de l'atzar. Al si d'aquest enfocament, es troben la teoria estàndard (TS), la teoria estàndard extensa (TSE) i la teoria minimalista, que encara està d'actualitat.
Contràriament a certes idees, el marc de la teoria generativa sobrepassa l'estudi del sistema sintàctic: comprèn tot el procés lingüístic. El fet que la majoria de treballs pertanyen a l'àmbit sintàctic es pot explicar arran d'una tria metodològica, ja que es pensa que aquest àmbit resulta més fàcil a aïllar dels altres fenòmens cognitius.